# Mityana
Mityana är en stad centrala Uganda, och är huvudort för ett distrikt med samma namn. Folkmängden uppgår till cirka 100 000 invånare. Mityana är belägen strax nordost om Wamalasjön.

## Administrativ indelning
Mityana är indelad i tre administrativa divisioner:
- Busimbi
- Central
- Ttamu